# 927

## Esdeveniments
- L'Imperi Romà d'Orient atorga més autonomia a Bulgària, en reconèixer la seva església com a autocèfala i proclamar el seu nou rei com a tsar.
- 12 de juliol: després d'un llarg procés d'annexions, els diversos petits regnes de l'actual territori d'Anglaterra s'unifiquen sota Etelstan i es forma el Regne d'Anglaterra.
- 15 d'agost: els sarraïns destrueixen Tàrent, ciutat d'Itàlia.

## Naixements
- Borrell II, comte de Barcelona, Girona, Osona i Urgell

## Necrològiques
- Simeó I de Bulgària
- Miró II de Cerdanya, comte de Cerdanya i Besalú